# Mansura (Luizjana)
Mansura – miasto w Stanach Zjednoczonych, w stanie Luizjana, 1573 mieszkańców (stan z 2000 roku).

## Współpraca
Miejscowość partnerska:
- Gouvy, Belgia